# Richtlijn Omgevingslawaai
De Europese Richtlijn Omgevingslawaai is een richtlijn, opgesteld door de Europese Raad en het Europees Parlement, waarmee de EU wil bereiken dat omgevingslawaai in alle lidstaten op een uniforme wijze wordt behandeld. Als eerste stap zijn de verschillende dosismaten voor geluid in de verschillende Europese landen geharmoniseerd. Bovendien worden de landen verplicht om over de geluidsbelasting in hun land te rapporteren, en dit ook aan het publiek openbaar te maken. Lidstaten moeten dan ook actieplannen maken, om te hoge geluidbelastingen terug te dringen. Elke vijf jaar moet over de voortgang gerapporteerd worden. 

## Inhoud
De richtlijn bevat de volgende elementen:
- harmonisatie van geluidsmaten en rekenmethoden;
- inventarisatie van de problematiek door het maken van geluidskaarten. Bij deze kaarten moet niet alleen letterlijk aan kaarten gedacht worden, maar ook aan tabellen met aantallen woningen met een bepaalde geluidsbelasting;
- opstellen van actieplannen;
- bewustmaken van het publiek.

De richtlijn heeft in de eerste plaats betrekking op agglomeraties met meer dan 250.000 inwoners, op grote infrastructurele geluidsbronnen, zoals de meeste rijkswegen en spoorlijnen in Nederland en op grote luchthavens (in Nederland alleen Schiphol). Op 6 juli 2004 heeft Nederland deze richtlijn geïmplementeerd in nationale wetgeving door middel van het Besluit omgevingslawaai (BESLUIT van 6 juli 2004, houdende regels met betrekking tot de weergave en de beheersing van omgevingslawaai alsmede inwerkingtreding van de Wet van 30 juni 2004 tot wijziging van de Wet geluidhinder, de Wet luchtvaart en de Spoorwegwet in verband met de implementatie van de richtlijn omgevingslawaai) 

## Doel
Op Europees niveau is, als voornaamste doel op het gebied van geluidshinder, gesteld dat niemand mag worden blootgesteld aan geluidsniveaus die zijn of haar gezondheid en de kwaliteit van zijn/haar bestaan in gevaar brengen. Op 25 juni 2002 is, als onderdeel van een nieuw Europees raamwerk voor geluidsbeleid, de Richtlijn Omgevingslawaai vastgesteld. Het doel van de richtlijn is, om op basis van prioriteiten, de schadelijke gevolgen (inclusief hinder) van blootstelling aan omgevingslawaai te vermijden, voorkomen of verminderen. 
Daarnaast moet de richtlijn een grondslag bieden voor het ontwikkelen van Europees bronbeleid. Het gaat daarbij om eventuele aanscherping van de maximale geluidsniveaus (bronvermogens) van de belangrijkste bronnen. Hieronder vallen onder andere weg- en spoorwegvoertuigen en -infrastructuur, vliegtuigen, materieel voor gebruik buitenshuis en in de industrie en verplaatsbare machines.

## Dosismaat
De invoering van een Europees systeem van geluidsbelastingkaarten vereist de invoering van geharmoniseerde geluidsbelastingindicatoren. Voor het bepalen van de hinder is dit het equivalente dag-avond-nachtniveau Lden en voor slaapverstoring de Lnight (de equivalente geluidsbelasting gedurende de gehele nacht). 
Sinds de wetswijziging van juli 2004 staat deze dosismaat ook in de Nederlandse Wet geluidhinder. Voor industrielawaai wordt voorlopig nog de oude dosismaat gebruikt. etmaalwaarde.